# Dirk Mädrich
Dirk Mädrich (Moers, 16 luglio 1983) è un ex cestista tedesco.